# Gran Premio Città di Camaiore 2003
Il Gran Premio Città di Camaiore 2003, cinquantaquattresima edizione della corsa, si svolse il 6 agosto 2003 su un percorso di 193 km, con partenza e arrivo a Camaiore. Fu vinto dall'italiano Marco Serpellini della Lampre davanti ai suoi connazionali Danilo Di Luca e Luca Mazzanti.

## Ordine d'arrivo (Top 10)
| Pos. | Corridore            | Squadra                  | Tempo    |
| ---- | -------------------- | ------------------------ | -------- |
| 1    | Marco Serpellini     | Lampre                   | 4h37'31" |
| 2    | Danilo Di Luca       | Saeco                    | a 3"     |
| 3    | Luca Mazzanti        | Ceramiche Panaria-Fiordo | a 4"     |
| 4    | Gianluca Tonetti     | Tenax-Menikini           | a 5"     |
| 5    | Paolo Bettini        | Quick Step               | a 22"    |
| 6    | Rinaldo Nocentini    | Formaggi Pinzolo Fiavé   | s.t.     |
| 7    | Francesco Casagrande | Lampre                   | a 41"    |
| 8    | Cristian Gasperoni   | Mercatone Uno-Scanavino  | a 43"    |
| 9    | Antonio Rizzi        | Formaggi Pinzolo Fiavé   | s.t.     |
| 10   | Gabriele Missaglia   | Lampre                   | a 1'08"  |